# Ciénaga de Oro
Ciénaga de Oro [ˈsjenaɣa ðe oɾo] ist eine Gemeinde (municipio) im Departamento Córdoba in Kolumbien.

## Geographie
Ciénaga de Oro liegt im Nordosten von Córdoba am Caño de Aguas Prietas, ungefähr 36 km von Montería entfernt. Ciénaga de Oro liegt auf einer Höhe von 13 m ü. NN und hat eine Durchschnittstemperatur von 27 °C. Die Gemeinde grenzt im Norden an San Andrés de Sotavento und Chimá, im Süden an Pueblo Nuevo, im Westen an Cereté, San Pelayo und San Carlos und im Osten an Chinú und Sahagún.

## Bevölkerung
Die Gemeinde Ciénaga de Oro hat 69.144 Einwohner, von denen 27.972 im städtischen Teil (cabecera municipal) der Gemeinde leben (Stand: 2019).

## Geschichte
Vor der Ankunft der Spanier lebte auf dem Gebiet des heutigen Ciénaga de Oro ein indigenes Volk, das zur Gruppe der Kariben zählte. Die ersten Spanier erreichten die Region um 1740 und gaben ihr den Namen Ciénaga de Oro, aufgrund der von Sümpfen (ciénaga) geprägten Landschaft, sowie der großen Menge an Gold (oro), die sie dort vorfanden. Im Jahr 1776 wurde das heutige Ciénaga de Oro von Antonio de la Torre y Miranda gegründet.

## Wirtschaft
Der wichtigste Wirtschaftszweig von Ciénaga de Oro ist die Landwirtschaft, insbesondere der Anbau von Maniok und die Verarbeitung zu Tapioka, sowie der Anbau von Reis, Bananen, Sesam und Kokosnuss.

## Söhne und Töchter der Stadt
- Gustavo Petro (* 1960), Politiker und seit 2022 Präsident Kolumbiens